# Joaquín Giannuzzi
Joaquín O. Giannuzzi (Buenos Aires, 29 de julio de 1924
- Campo Quijano,
26 de enero de 2004)
fue un poeta y periodista argentino.
Su obra ejerció una gran influencia en poetas de las generaciones posteriores. Comenzó estudios de ingeniería pero los abandonó para estudiar periodismo. Escribió desde noticias policiales hasta críticas literarias en los diarios Crítica, Crónica, Clarín y La Nación.
En 1958 publicó Nuestros días mortales y ganó el premio de la Sociedad Argentina de Escritores. En 1962 empezó a colaborar con la revista Sur que dirigía Victoria Ocampo. Por esa época publicó Contemporáneo del mundo. En 1967, Las condiciones de la época y en 1977, Señales de una causa personal. En 1980 apareció Principios de incertidumbre; en 1984, Violín obligado y en 1991, Cabeza final. Su último libro, ¿Hay alguien ahí?, se publicó poco antes de su fallecimiento en enero de 2004. Un arte callado, recopilación de poemas inéditos correspondientes a distintas épocas de la vida de Giannuzzi, que recoge también los poemas dispersos en diarios y revistas, y nunca publicados en libro, fue publicado en 2008
Existen asimismo distintas ediciones de su poesía completa. La primera es Obra poética, sin mención del editor, con numerosas erratas e incompleta respecto de ediciones posteriores (Buenos Aires, Emecé, 2000). La segunda, Poesía completa, edición al cuidado de Jorge Fondebrider (Sevilla, Sibilina, 2009), incluye la totalidad de los libros publicados y da cuenta de las diferentes variaciones sufridas por los poemas a través del tiempo. La tercera, Obra completa (Buenos Aires, Ediciones del Dock, 2015), con prólogo de Jorge Aulicino, sigue la edición publicada en España. La cuarta, Poesía completa (1958-2008), al cuidado de Fabiana Blanco y Mariana D’Eramo (Fondo de Cultura Económica, 2024), con prólogo de Fabián Casas, reúne los once volúmenes escritos por el autor e incluye poemas no recogidos en libro. 
Giannuzzi ganó los premios Municipal y Nacional de Poesía, además del Premio Konex - Diploma al Mérito 1984, 1994 y 2004. Fue un hombre de vida austera y ejercía un suave humor negro. La alusión al entorno social y cotidiano, la muerte, la incertidumbre, fueron frecuentados por su poesía tersa y de sorpresivos remates.

Abrirse a la obra de Joaquín Giannuzzi es, de alguna forma, exponerse a la constatación de que la poesía - esa escritura de la incertidumbre pero también de la intensidad, esa escritura del no saber, del desconocimiento, esa escritura que habla también de su contrario - puede convertirse en una experiencia concreta. Todo en la poesía de Giannuzzi, impulsa hacia el mundo real; un mundo sólido, compacto, por momentos opresivo; un mundo donde el sentimiento dramático de la vida adquiere consistencia; un mundo en el cual los objetos revelan - al ser reconocidos en su completa dimensión de objeto - la propiedad central de su desnudez, de su despojamiento, de su precariedad.
Mario Sampaolesi (crítico literario)

A la fecha se han publicado dos estudios consagrados a su poesía. El primero, compilado por el poeta y crítico Jorge Fondebrider es Giannuzzi. Reseñas, artículos y trabajos académicos sobre su obra (Buenos Aires, Ediciones del Dock, 2010). El segundo, del narrador Sergio Chejfec, se llama Sobre Giannuzzi (Buenos Aires: Bajo la Luna, 2010).

Sobre el pasto declinante
un grillo se arrastró hasta mi sombra
y se detuvo, perplejo,
ante una amenaza de disolución.
Después se aplastó, buscando
su propia tumba
y sintió cómo el mundo se enfriaba.
Así fue el comienzo
de la verdad de un año que no amé.
Joaquín Giannuzzi